# 80801 Yiwu
80801 Yiwu este un asteroid din centura principală de asteroizi.

## Descriere
80801 Yiwu este un asteroid din centura principală de asteroizi. A fost descoperit pe 8 februarie 2000 la Kitt Peak National Observatory, în cadrul proiectului Spacewatch. Asteroidul prezintă o orbită caracterizată de o semiaxă mare de 2,42 ua, o excentricitate de 0,19 și o înclinație de 0,8° în raport cu ecliptica.